# Aaron John Buckley
Aaron John Buckley (ur. 9 lutego 1977 w Dublinie) – irlandzko–kanadyjski aktor. 

## Życiorys
Urodził się w Dublinie jako syn Patricii i Joego Buckleyów. Kiedy miał 6 lat wraz z rodziną przeniósł się do White Rock w Kolumbii Brytyjskiej, gdzie dorastał. Zmagał się z dysleksją. Ukończył Saint Thomas More Collegiate w Burnaby.
W 1994 otrzymał swoją pierwszą pracę aktorską w kanadyjskim serialu przygodowym CBC Television Odyseja (The Odyssey) z udziałem Marka Hildretha i Ryana Reynoldsa. Wkrótce potem pojawił się jako Robbie w amerykańskim dramacie telewizyjnym CBS Znikniecie Vonnie (The Disappearance of Vonnie, 1994) z Joe Pennym, a także gościnnie w serialach fantastycznonaukowych takich jak Z Archiwum X (The X Files, 1996) i Millennium (1997). Następnie zadebiutował na dużym ekranie w dreszczowcu dla nastolatków Grzeczny świat (Disturbing Behavior, 1998), w którym wystąpiły nastoletnie gwiazdy, w tym James Marsden, Katie Holmes i Ethan Embry. 
Wystąpił w dreszczowcu erotycznym Mary Lambert Krąg wtajemniczonych (The In Crowd, 2000) i uznanym dramacie niezależnym Karen Moncrieff Niebieski samochód (Blue Car, 2002). Pracował regularnie w telewizji jako aktor i aktor głosowy. Rozpoznawalność wśród telewidzów zapewniła mu rola Adama Rossa, utalentowanego naukowca z mrocznym poczuciem humoru w serialu CSI: Kryminalne zagadki Nowego Jorku (CSI: NY, 2005–2013). W 2008 został współzałożycielem firmy produkującej filmy FourFront Productions. Grał postać Eda Zeddmore w serialu internetowym Ghostfacers (2010–2011), do którego napisał scenariusz i wyreżyserował.
W grudniu 2012 zaręczył się z Abigail Ochse. Mają córkę Willow Phoenix Buckley (ur. 19 stycznia 2014) oraz synów bliźniaków – Bodhiego i Rangera (ur. 5 marca 2018). Zamieszkali w Los Angeles w Kalifornii.

## Filmografia
- Czy boisz się ciemności? (Are You Afraid of the Dark?) (1992–1996) jako Lonnie (gościnnie)
- Nowojorscy gliniarze (NYPD Blue) (1993–2005) jako Roger Lundquist (gościnnie)
- Z Archiwum X (X Files, The) (1993–2002) jako Koleś (gościnnie)
- Zniknięcie Vonnie (Disappearance of Vonnie, The) (1994) jako Robbie
- Millennium (1996–1999) jako Josh Comstock (gościnnie)
- Grzeczny świat (Disturbing Behavior) (1998) jako Charles 'Chug' Roman – Niebieska Wstęga
- Jack i Jill (Jack & Jill) (1999–2001) jako Mitch (gościnnie)
- Convergence (1999) jako Stanley Kobus
- Random Acts of Violence (1999) jako Neil
- Mistrz w swojej klasie (In a Class of His Own) (1999) jako Jake Matteson
- Deal of a Lifetime (1999) jako Axe
- Bez pardonu (District, The) (2000–2004) jako Gaines (gościnnie)
- CSI: Kryminalne zagadki Las Vegas (C.S.I.: Crime Scene Investigation) (2000) jako Ted Martin (gościnnie)
- Krąg wtajemniczonych (In Crowd, The) (2000) jako Wayne
- Straceni (Forsaken, The) (2001) jako Mike
- Murphy's Dozen (2001) jako Sean Murphy
- Extreme Days (2001) jako Will Davidson
- XCU: Extreme Close Up (2001) jako Terrance 'T-Bone' Tucker
- Motocrossed (2001) jako Jimmy Bottles
- Nocny łowca (Nightstalker) (2002) jako Somo
- Napiętnowany (Haunted) (2002) jako Brian Hewitt (gościnnie)
- Bez śladu (Without a Trace) (2002) jako Richie Dobson (gościnnie)
- Wishcraft (2002) jako Howie
- 10:30 Check-Out (2002) jako Alex
- Scream at the Sound of the Beep (2002) jako Peter
- Blue Car (2002) jako Pat
- Ostrzeżenia (Silent Warnings) (2004) jako Layne Vossimer
- Strażnik czasu II: Decyzja (Timecop: The Berlin Decision) (2004) jako strażnik bramy
- Dr. Vegas (2004) jako Brad (gościnnie)
- CSI: Kryminalne zagadki Nowego Jorku (CSI: NY) (2004) jako Adam Ross
- Ekipa (Entourage) (2004) jako Dave (gościnnie)
- Reverie (2004) jako Don
- W rękach wroga (In Enemy Hands) (2004) jako oficer Medyczny
- Roomies (2004) jako Reno
- Nie z tego świata (Supernatural) (2005) jako Ed Zeddmore (gościnnie)
- Kości (Bones) (2005) jako Dan (gościnnie)
- Happy Feet: Tupot małych stóp (Happy Feet) (2006) jako różne głosy
- Co takiego? (You Did What?) (2006) jako Greg Porter
- Jimmy and Judy (2006) jako Buddy
- Last Sin Eater, The (2007) jako Angor Forbes
- Z podniesionym czołem 2: Odwet (Walking Tall 2) (2007) jako Harvey Morris
- Box, The (2007) jako Danny Schamus